# جیمز گلایشر
جیمز گلیشر (به انگلیسی: James Glaisher)؛ (۷ آوریل ۱۸۰۹ – ۷ فوریهٔ ۱۹۰۳) هواشناس، مکانیست پرواز و ستاره‌شناس اهل بریتانیا بود. او از بنیان‌گذاران انجمن سلطنتی هواشناسی و انجمن سلطنتی هوانوردی است. فیلمی دربارهٔ زندگی او تحت عنوان هوانوردان ساخته‌شده‌است.